# Sentō Yōsei Yukikaze
Sentō Yōsei Yukikaze (jap. 戦闘妖精・雪風, wörtlich: „Kampffee Schneewind“) ist ein Science-Fiction-Romanzyklus von Chōhei Kambayashi, der auch als Anime umgesetzt wurde.

## Handlung
Vor 33 Jahren startete eine außerirdische Macht namens JAM durch einen Hyperraumkorridor über der Antarktis eine Invasion der Erde. Die von den Vereinten Nationen aufgestellten Erdstreitkräfte konnten die Außerirdischen jedoch auf einen entfernten Planeten namens Fairy zurückdrängen. Dort geht der Kampf, unbemerkt vom Großteil der Erdbevölkerung, weiter. Auf diesen Planeten kämpft die Fairy Air Force (FAF) gegen die JAM.
Die Serie zeigt den Weg des Piloten Rei Fukai und seines Kampfflugzeugs, der Yukikaze, eines äußerst fortschrittlichen, fast empfindungsfähigen und mit einer hohen künstlichen Intelligenz ausgestatteten Flugzeugs, welches die Präsenz der JAM in seiner Nähe spüren kann.

## Charaktere
- Rei Fukai (深井零, Fukai Rei): Second Lieutenant (später First Lieutenant) Rei Fukai ist der Pilot der Yukikaze und Mitglied der 5. Schwadron "Boomerang" der Special Air Force (SAF), einer Spezialeinheit der FAF. Rei Fukai scheint der einzige zu sein, der die Yukikaze versteht. Fukai ist ein sehr verschlossener Mann, der für kaum etwas anderes Interesse zeigt als für die Yukikaze. Sein einziger Freund ist Major James Bukhar.
- James „Jack“ Bukhar (ジェイムズ・ブッカー, Jeimazu Bukkā): Major James Bukhars Aufgabe bei der SAF wurde nie in der Serie erklärt, aber man kann annehmen, dass er der Commander der 5. Schwadron "Boomerang" ist, einer Aufklärungseinheit, zu der auch Rei Fukai und die Yukikaze gehört. Er ist der einzige enge Freund von Rei Fukai.
- Rydia Cooley (リディア・クーリィ, Ridia Kūrī): Brigadier General Rydia Cooley ist die Kommandantin der Special Air Force, welche sich in den Anfangszeiten des Krieges gegen die JAM anwerben ließ. Vor ihrer Zeit bei der FAF war sie Investment-Bankerin.
- Edith Foss (エディス・フォス, Edisu Fosu): Captain Edith Foss ist eine Psychologin in Diensten der FAF. Sie ist dafür verantwortlich, ein Profil der Yukikaze zu erstellen und ein Profil der JAM als Person zu erstellen.
- Ansel Rombart: Colonel Ansel Rombart war der Chef des FAF-Geheimdienstes. Um mehr Informationen über die JAM zu bekommen, wollte er Teil von ihnen werden. Nachdem er ein JAM-Klon geworden ist, startet er einen Angriff auf das FAF-Hauptquartier.

## Romane
Der erste Roman erschien zuerst kapitelweise von 1979 bis 1983 im S-F Magazine des Verlags Hayakawa Shobō. 1984 erschien er in Buchform (ISBN 4-150-30183-2) und als überarbeitete Neuausgabe Sentō Yōsei Yukikaze (Kai) (戦闘妖精・雪風〈改〉; ISBN 4-150-30692-3) 2002. Ab 1992 erschien im S-F Magazine der 2. Teil, der 1999 als Hardcover Good Luck: Sentō Yōsei Yukikaze (グッドラック 戦闘妖精・雪風; ISBN 4-152-08223-2) in Buchform erschien. Ab April 2006 erschien im S-F Magazine unregelmäßig der 3. Teil, der 2009 als Buch Unbroken Arrow: Sentō Yōsei Yukikaze (アンブロークンアロー 戦闘妖精・雪風; ISBN 978-4-150-31024-0) veröffentlicht wurde.
Der erste Roman wurde 1985 und der zweite 2000 mit dem Seiun-Preis ausgezeichnet.
Die ersten beiden Romane erschienen in englischer Übersetzung unter dem Titel Yukikaze (2010, ISBN 978-1-4215-3255-4) bzw. Good Luck, Yukikaze (2011, ISBN 978-1-4215-3901-0) bei Haikasoru, Viz Medias Imprint für japanische Science-Fiction-Romane.

## Anime
Basierend auf dem ersten Roman adaptierte Gonzo diesen als fünfteilige Original Video Animation.
Die 1. Episode – die Episoden werden im Anime Operation genannt – wurde in Japan am 25. August 2002, die zweite am 25. Februar 2003, die dritte am 22. August 2003, die vierte am 23. April 2004 und die letzte am 26. August 2005 veröffentlicht.
In Deutschland sind die fünf Episoden auf drei DVDs als Yukikaze bei Panini Video erschienen. Auf Englisch ist die Serie auf drei DVDs bei Bandai Entertainment erhältlich.
Im Fernsehen wurde die Serie beim japanischen Fernsehsender AT-X und auf Englisch bei Animax-Asia ausgestrahlt.

### Synchronisation
| Rolle               | Japanischer Sprecher (Seiyū) | Deutscher Sprecher   |
| ------------------- | ---------------------------- | -------------------- |
| Rei Fukai           | Masato Sakai                 | Julien Haggége       |
| James „Jack“ Bukhar | Jōji Nakata                  | Robin Kahnmeyer      |
| Rydia Cooley        | Yōko Asagami                 | Victoria Sturm       |
| Edith Foss          | Miho Yamada                  | Christin Marquitan   |
| Ansel Rombart       | Takaya Hashi                 | Reinhard Scheunemann |

### Auszeichnungen
Yukikaze gewann bei der fünften Tōkyō Kokusai Anime Fair im Jahr 2006 den Tōkyō Anime-Preis als „beste Original Video Animation“ zusammen mit Karas. Diesen Preis konnte die Serie auch schon 2003 gewinnen.

### Spin-off
2005 erschien von Studio Fantasia die Spin-off-OVA Sentō Yōsei Shōjo: Tasukete! Mave-chan (戦闘妖精少女 たすけて！メイヴちゃん).